# Антикокандские восстания
Антикока́ндские восста́ния — восстания казахов, кыргызов, ферганских кыпчаков и других среднеазиатских народов в 1820–1870-х годах против власти Кокандского ханства.

## Предыстория
В 1820–1840-х годах Кокандское ханство начало завоевание казахов и кыргызов, которое сопровождалось ростом налогового бремени, различными притеснениями и обязанностью покорённого населения формировать и выставлять своё ополчение для участия в войнах Коканда против его соседей. Все эти действия привели к неоднократным восстаниям против власти кокандцев.

## Восстание Тентек-торе
Первое восстание против кокандской власти произошло в 1821 году. Восстание носило народно-освободительный характер и было направлено против жестокой политики Кокандского ханства. В нём принимали участие широкие слои казахского населения, которые стали основными движущими силами. Предводителем восстания был казахский султан Тентек-торе. Восстание охватило обширные районы Южного Казахстана. В нём приняли участие казахи из Туркестана, Чимкента, Сайрама и Аулие-Аты. Помимо казахского населения, в антикокандском восстании 1821 года также принимали участие и кыргызы Таласской долины. Общее количество участников восстания составляло 12 тысяч человек. Восставшие взяли штурмом Сайрам и Чимкент. Однако высланное кокандским правителем Умар-ханом войско после длительной осады занятых восставшими городов подавило восстание.

## Последующие восстания
Дальше в 1832 году восстание подняли нарынские кочевники; в 1842–1843 годах произошло восстание в Иссык-Кульской долине; в 1845 году в окрестностях Оша; в 1857–1858 годах восстали аулиеатинские казахи и таласские кыргызы. 

## Восстание Пулат-хана
Самым значительным по масштабам было антикокандское восстание 1873–1876 годов на юге современного Кыргызстана. Причиной восстания стало сильное недовольство всех слоёв кыргызского населения жестокой политикой кокандского правителя Худояр-хана. Расправа над 40 кыргызскими старшинами заявившими о готовности вести переговоры с кокандским ханом, вызвала резкий подъем кыргызского восстания, в котором помимо самих кыргызов, приняли участие и другие среднеазиатские народы — узбеки и кипчаки. Восстание усугубило борьбу за власть внутри ханской верхушки в Коканде и летом 1875 года заставило Худояр-хана бежать в Ходжент за помощью Туркестанского генерал-губернатора К.П. Кауфмана.

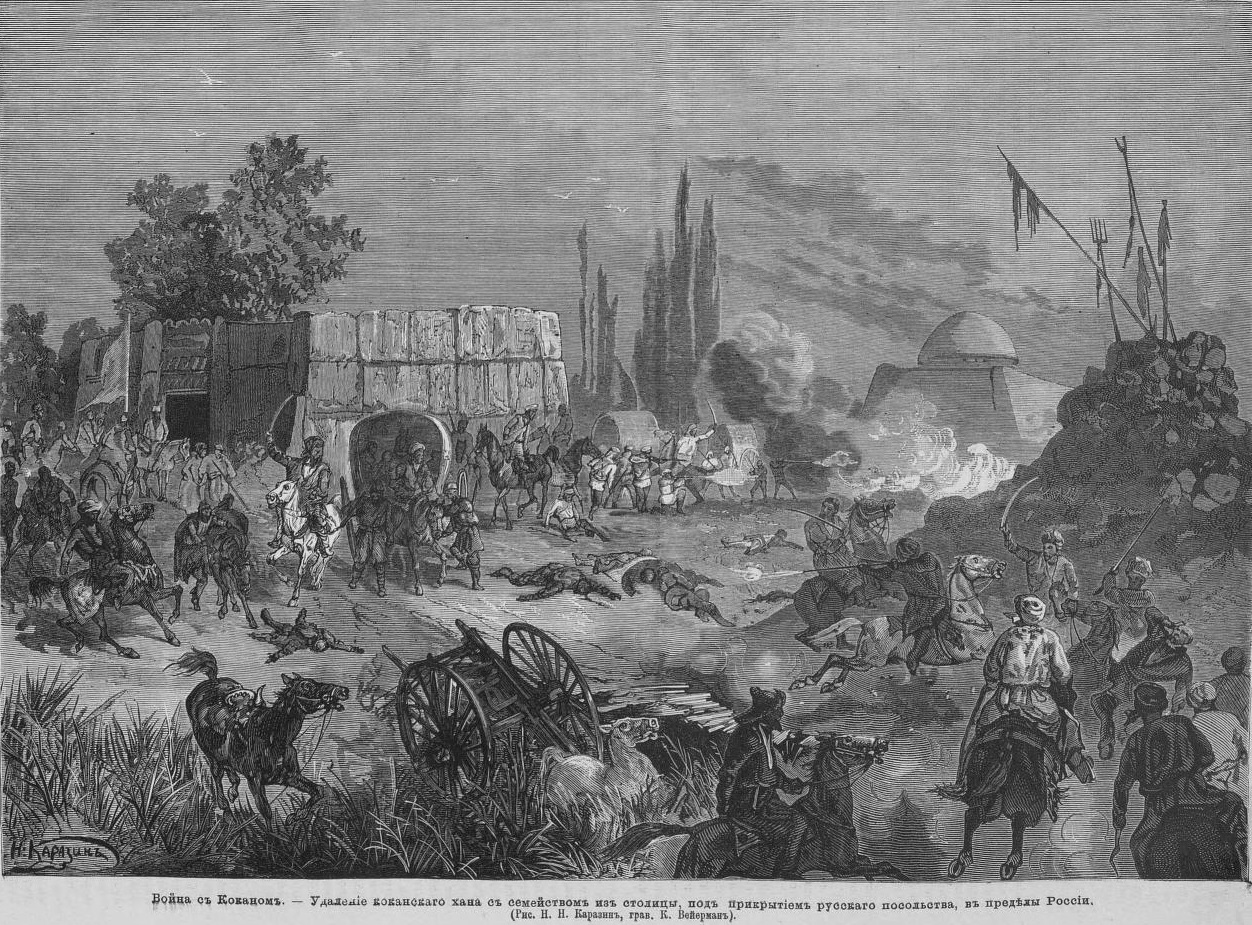
Всемирная иллюстрация: Бегство кокандского хана из Коканда, 1875 год

Со временем восстание приняло антироссийский характер. На подавление восстания в Кокандский поход были направлены войска под командованием М.Д. Скобелева, и в конечном итоге восстание было подавлено. Предводитель восставших Пулат-хан, по решению военного суда был повешен в Маргилане. Указом Александра II, Кокандское ханство было присоединено к Российской империи.